# Joule
Joule [dʒuːl] ist im Internationalen Einheitensystem (SI) die Maßeinheit der Energie. Sie wird für alle Energieformen verwendet, also auch für die Arbeit und Wärmemenge. Benannt ist sie nach dem Physiker James Prescott Joule.

## Definition
Das Joule ist die Arbeit, die verrichtet wird, wenn die Kraft von einem Newton über eine Strecke von einem Meter ausgeübt wird. Es ist die Energie, die bei einer Leistung von einem Watt in einer Sekunde umgesetzt wird. Somit gilt:
{\displaystyle \mathrm {1\;J=1\;N\cdot m=1\;W\cdot s=1\,{\frac {kg\,m^{2}}{s^{2}}}} }

## Veranschaulichung
Ein Joule ist gleich der Energie, die benötigt wird, um:
- einen Körper mit der Gewichtskraft 1 Newton – das entspricht einer Masse von ca. 0,102 Kilogramm, etwa einer Tafel Schokolade – um einen Meter anzuheben (1 Newtonmeter) oder
- einen Körper der Masse 2 Kilogramm aus der Ruhe auf eine Geschwindigkeit von 1 m/s zu beschleunigen oder
- eine Sekunde lang die Leistung von einem Watt – das ist ungefähr die Leistung des menschlichen Herzens – zu erbringen (1 Wattsekunde) oder
- bei einer elektrischen Spannung von einem Volt für die Dauer einer Sekunde einen elektrischen Strom von einem Ampere fließen zu lassen (1 Voltamperesekunde) oder
- ein Gramm Wasser um ca. 0,239 Kelvin bzw. Grad Celsius zu erwärmen.

In Nährwertkennzeichnungen werden Kilojoule (kJ) – bezogen auf 100 g, 100 ml oder 1 Portion – für die Angabe des physiologischen Brennwerts verwendet.

## Aussprache
Die Aussprache des Wortes „Joule“ ist uneinheitlich: Im deutschen Sprachraum ist die Aussprache [dʒuːl] gebräuchlich, wahrscheinlich sprach auch James Prescott Joule seinen Namen so aus.

## Geschichte
Auf dem ersten Internationalen Elektrizitätskongress am 20. und 21. September 1881 in Paris wurde nicht nur das CGS-System für verbindlich erklärt, sondern zusätzlich zu diesem „absoluten System“ auch ein „praxisnahes System“, bestehend aus Ohm, Ampere, Volt, Coulomb und Farad, das für den praktischen Gebrauch in der Elektrotechnik handlichere Größenordnungen lieferte, als direkt aus dem CGS-System abgeleitete Einheiten. Beide Systeme unterschieden sich nur durch Faktoren aus Zehnerpotenzen.
In seiner Antrittsrede als Präsident der British Association for the Advancement of Science schlug Carl Wilhelm Siemens am 23. August 1882 zur Ergänzung des praxisnahen Systems neben den Einheiten Weber, Watt und Gauß auch das Joule als Einheit für die Wärme vor. Es sollte von den anderen elektromagnetischen Einheiten abgeleitet sein und definiert sein als die Wärmemenge, die ein Strom von 1 Ampere an einem Widerstand von 1 Ohm innerhalb von 1 Sekunde produziert. Ein Joule wäre damit äquivalent zu 107 erg, der Einheit der Energie im CGS-System.

“The unit of heat has hitherto been taken variously as the heat required to raise a pound of water at the freezing-point through 1° Fahrenheit or Centigrade, or, again, the heat necessary to raise a kilogramme of water 1° Centigrade. The inconvenience of a unit so entirely arbitrary is sufficiently apparent to justify the introduction of one based on the electro-magnetic system, viz. the heat generated in one second by the current of an Ampère flowing through the resistance of an Ohm. In absolute measure its value is 107 C.G.S. units, and, assuming Joule's equivalent as 42,000,000, it is the heat necessary to raise 0.238 grammes of water 1° Centigrade, or, approximately, the 1/1000th part of the arbitrary unit of a pound of water raised 1° Fahrenheit and the 1/4000th of the kilogramme of water raised 1° Centigrade. Such a heat unit, if found acceptable, might with great propriety, I think, be called the Joule, after the man who has done so much to develop the dynamical theory of heat.”

„Die Einheit der Wärme wurde bisher verschiedenartig definiert, zum Beispiel als die Wärme, die benötigt wird, um ein Pfund Wasser vom Gefrierpunkt um 1° Fahrenheit oder Celsius zu erwärmen, oder anders auch als die Wärme, die benötigt wird, um ein Kilogramm Wasser um 1° Celsius zu erwärmen. Die Unzulänglichkeit einer so völlig zufälligen Einheit ist offensichtlich genug, um die Einführung einer auf dem elektromagnetischen System basierenden Einheit zu rechtfertigen, nämlich definiert als die Wärme, die während einer Sekunde erzeugt wird, wenn 1 Ampère durch einen Widerstand von 1 Ohm fließt. Dieser Wert hat im CGS-System die Maßzahl 107 und ist, wenn man Joules mechanisches Wärmeäquivalent mit 42.000.000 annimmt, gleich der Wärme, die benötigt wird, um 0,238 Gramm Wasser um 1° Celsius zu erwärmen, oder ungefähr ein Tausendstel der zufällig festgelegten Einheit von einem Pfund Wasser, das um 1° Fahrenheit erwärmt wird und etwa ein Viertausendstel von einem Kilogramm Wasser, das um 1° Celsius erwärmt wird. Falls eine solche Wärmeeinheit allgemein akzeptiert wird, sollte sie meiner Meinung nach „Joule“ genannt werden, da dieser so viel für die Entwicklung der dynamischen Wärmetheorie getan hat.“

Der zweite Internationale Elektrizitätskongress in Paris beschloss das Joule am 31. August 1889 als Einheit in der vorgeschlagenen Form, neben dem Watt und dem Henry (damals noch Quadrant genannt). Das Joule wurde also über Ohm und Ampere definiert, die zwar ihrerseits von den CGS-Basiseinheiten abgeleitet werden konnten („absolutes“ Ohm bzw. Ampere), aber trotzdem auch mit direkten Messvorschriften spezifiziert waren.
Der vierte Internationale Elektrizitätskongress im August 1893 in Chicago führte deshalb zusätzlich das internationale Joule ein, das von den Spezifikationen für das internationale Ohm und das internationale Ampere abgeleitet war, die zudem gegenüber dem alten Ohm und Ampere leicht verändert worden waren. Im Gegensatz dazu beruhte das absolute Joule oder theoretische Joule auf den Basiseinheiten des CGS-Systems.
Auf der 5. Generalkonferenz für Maß und Gewicht 1913 wurde das MKS-System vorgeschlagen, das in der Mechanik zu „handlicheren“ Einheiten führt, als das CGS-System. Dabei wurde festgestellt, dass „durch einen extrem glücklichen Zufall“ die kohärente Einheit der Arbeit im MKS-System (kg·m²/s²) und die Einheit der Leistung (kg·m²/s³) mit dem Joule und dem Watt der Elektriker identisch waren. Es wurde vorgeschlagen, Joule und Watt über die Basiseinheiten Kilogramm, Meter und Sekunde zu definieren. Das Internationale Komitee für Maß und Gewicht folgte diesem Vorschlag im Jahr 1946 und definierte das Joule als die Arbeit, die dadurch verrichtet wird, dass der Punkt, an dem 1 MKS-Einheit der Kraft (damals noch nicht offiziell als Newton benannt) ansetzt, um 1 Meter in deren Richtung bewegt wird. Ausdrücklich war das Joule auch als Einheit der Energie und für die Verwendung im elektromagnetischen Kontext vorgesehen. Die 9. Generalkonferenz für Maß und Gewicht ratifizierte diesen Beschluss und verlangte insbesondere auch, dass das Joule in der Kalorimetrie nach Möglichkeit anstelle der Kalorie verwendet werde. Mit der Einführung des internationalen Einheitensystems (SI) 1960 wurde das Joule SI-Einheit.
In der EU erklärte die EG-Richtlinie 71/354/EWG vom 18. Oktober 1971 das Joule wie die übrigen SI-Einheiten für „endgültig zugelassen“. Innerhalb von fünf Jahren mussten die EU-Mitgliedstaaten den Zwang zur Anwendung einführen; die Verwendung der konkurrierenden Kalorie war bis spätestens Ende 1977 zu untersagen. Das Schicksal des Erg wurde zunächst offengelassen; seine Verwendung war bis Ende 1979 zu untersagen.
Die Richtlinie 80/181/EWG vom 20. Dezember 1979 (gültig seit Oktober 1981) bestätigte das SI mit dem Joule, räumt den Mitgliedstaaten aber die Möglichkeit ein, andere Einheiten befristet wieder zuzulassen, solange sie nur zusätzlich verwendet werden und die SI-Einheit hervorgehoben wird. Die Frist wurde zunächst auf Ende 1989 festgelegt, später zunächst auf Ende 1999 und dann auf Ende 2009 verlängert.
Bei Lebensmitteln schreibt die Lebensmittel-Informationsverordnung (LMIV) seit dem 13. Dezember 2014 im Warenverkehr der EU die Angabe des physiologischen Brennwerts in der Einheit kJ pro 100 g vor. Neben der Angabe in kJ kann der Brennwert zusätzlich auch in der veralteten Einheit kcal pro 100 g angegeben werden.

## Verwandte Einheiten
Eine Umrechnungstabelle für verbreitete Energieeinheiten findet sich im Artikel Energie.
Wichtige Einheiten für Energie sind:
- 1 MJ =  0,277 777… kWh
- 1 kWh = 3,6 MJ

Einheiten der elektrischen Scheinenergie sind:
- 1 Voltamperesekunde (VAs) = 1 J
- 1 Voltamperestunde (VAh) = 3,6 kJ
- 1 Kilovoltamperestunde (kVAh) = 3,6 MJ

Einheiten der elektrischen Blindenergie sind:
- 1 Varsekunde (vars) = 1 J
- 1 Varstunde (varh) = 3,6 kJ
- 1 Kilovarstunde (kvarh) = 3,6 MJ